# Агландзия
Агландзия (греч. Αγλαντζιά, в кипрском произношении Агланджа́, тур. Eğlence) — муниципалитет и пригород города Никосия. Расположен к юго-востоку от Никосии и занимает территорию с площадью около 31 км², из которых 14 км² с 1974 года оккупированы турецкой армией. Из оставшихся 17 км², 9 км² занимает Национальный лес парков — Парк Аталасса (8,6 км²) и Парк педагогической академии (0,4 км²).

## Этимология
Слово Агланджа имеет турецкое происхождение и означает «развлечение».

## История
История Агландзии восходит к 3888 году до нашей эры, так как несколько гробниц, датируемых бронзовым веком, были найдены на трапециевидном холме Арона (гора Лев или Liontarovounos). Вокруг холма было древнее поселение, из которого, возможно, возник город Ледра. Кафизин (в буферной зоне) или Малая Аронас, историческое место с пещерой, посвященной поклонению нимфе, где были обнаружены важные археологические произведения искусства и надписи в кипрской слоговой слоге, также находится в районе Агландзиа.
В средние века поселение лефкомиатов находилось в районе Агландзии. Эта область, по-видимому, была заселена к концу франкского правления, во времена правления Жака II (1468 – 1473), и, как полагают, ее название происходит от фамилии франкской семьи де Агланде, которая была владельцем этой области.
После завоевания Кипра османами поселение Агландзия пришло в упадок. Он начинает формировать самодостаточное сельское поселение в конце XVIII века. Его жители заняты земледелием, животноводством и добычей. Примерно в конце XVIII века драгоман Хаджигеоргакис Корнесиос построил церковь Айос Йориос на месте кладбища и церковь Айос Йориос в Аталассе.
Во время борьбы ЭОКА Агландзия присутствовала с организованными группами и жертвой Кириакоса Караолиса, тогда как в событиях 1964 года добровольцы были включены в различные компании. Андреас Николау Кутсу пал в битве. Во время турецкого вторжения Агландзию не только беспощадно бомбили, но война унесла тяжелые потери города, и люди пропали без вести. Турецкая армия вторжения занимает 45% ее территории.

## География
Агландзия расположена на предгорном плато и большинство домов муниципалитета построены на холмах или на склонах холмов. Основная часть поселения расположена между двумя высокими холмами. Холм на востоке называется Арона Хилл и ныне контролируется турецкой армией. Холм с западной стороны — Аронас Аталасса, на вершине которого стоит развалины средневекового замка «Ла Кава».
В Агландзии находится Кафизин — важный археологический памятник позднего этапа кипрской культуры до перехода острова под власть Птолемеев. В Кафизине обнаружены наиболее поздние памятники кипрского письма.

## Администрация
Агландзия был объявлен муниципалитетом на референдуме в мае 1986 года. Муниципальный совет состоит из мэра и 16 муниципальных советников. Нынешний мэр — Хараламбос Петридис (1986—2011 — Андреас Петру, 2011—2016 — Костас Кортас).

## Города-побратимы
- Азов, Россия
- Каламата, Греция
- Зографоу, Греция